# Olympic osztályú óceánjárók
Az Olympic osztály három óceánjáró hajóból álló hajóosztály, melyek egységeit a Harland and Wolff építette a White Star Line megrendelésére a 20. század elején. Mindhárom hajó a legnagyobb méretű, és legfényűzőbb luxust kínáló volt a maga idejében. Közülük kettő elveszett, szerencsétlenség áldozata lett. A Titanic 1912. április 15-én süllyedt el, a Britannic egy aknára futott az első világháborúban, amit az U–79 német tengeralattjáró telepített ki az Égei-tengeren, Kéosz közelében. Az Olympicot 1935-ben kiselejtezték az RMS Mauretaniával együtt.
Mindhárom hajó híressé vált karrierje során. Az Olympic lebontott részeit szállodák és turistahajók őrzik, a Titanicról számtalan könyv, történet, és film született a Britannic pedig szintén inspirált egy filmet és néhány könyvet.

## RMS Olympic
Az első hajó melyet 1910. október 20-án bocsátottak vízre. Első útja 1911. június 14-én indult. Ugyanebben az évben az 5. útján szeptember 20-án az Olympic összeütközött az HMS Hawke nevű hajóval és súlyosan megsérült. Először Southamptonban, majd a Harland and Wolff-nál hozták helyre. A következő évben elsüllyedt testvére, a Titanic, és ezek után a hajót kissé átépítették. Az első világháború kitörése után katonai csapatszállító lett, majd 1918. május 12-én elsüllyesztette a német U-103-as tengeralattjárót. 1920-ban visszatért a transzatlanti kereskedelmi forgalomba és egészen 1934-ig nem történt vele komoly baj, mikor is elsüllyesztette az LV-117 világítóhajót melynek 11 fős legénységéből 7-en életüket vesztették. Ezen évben egyesült a White Star Line és a Cunard Line. A hajót 1935-ben kiselejtezték, majd 1937-ben szétvágták a hajótestet.

## RMS Titanic
A Titanicot 1911. május 31-én bocsátották vízre. 1912. április 10-én futott ki első útjára Southamptonból és indulás után nem sokkal kis híján nekiütközött az SS New York nevű hajónak a hajócsavarok keltette sodrás miatt. Ezután kikötött a franciaországi Cherbourg-ban, majd az írországi Queenstownban. Ezután több mint 2200 utassal és személyzettel (maximum 3547 utast tudott szállítani) elindult New York felé az Atlanti-óceánon, Edward John Smith kapitány irányítása alatt. A hajó április 14-én 23:40-kor jéghegynek ütközött. Az első 5 vízzáró rekesz megsérült, majd április 15-én 02:20-kor, 2 óra 40 perccel az ütközés után elsüllyedt. A 2223 utasból 1517-en haltak meg, a mentés szervezetlensége és hiányosságai miatt.

## HMHS Britannic
A Britannicot, amely az utolsó és a legnagyobb Olympic-osztályú óceánjáró volt, 1914. február 26-án bocsátották vízre. 1914 augusztusában, mielőtt kereskedelmi forgalomba állt volna, a brit Admiralitás lefoglalta. 1915. november 13-án a Britannicot kórházhajóvá alakították, (sebesült katonák, ápolók szállítására) majd december 12-én készült el mint HMHS Britannic: Őfelsége Kórházhajója. Később egy kis időre visszaadta a kormány, de mielőtt sikerült volna utasszállítónak újból visszaalakítani, ismét a kormány lefoglalta.  1916. november 21-én 08 óra 12 perckor a Britannic aknára futott az Égei-tengeren, Kéosz szigetétől 4 mérföldre. Az 1034 emberből 30-an vesztették életüket. 09:07-kor, 55 perccel a robbanás után elsüllyedt. Az egyik túlélő Violet Jessop nővér ott volt, amikor az Olympic ütközött a Hawke-kal, túlélte a Titanic pusztulását és a Britannic katasztrófáját is. A Britannic volt a legnagyobb hajó az első világháborúban, amely elsüllyedt.
Mielőtt a Britannic-ot átalakították volna korházhajónak a brit kormány szolgálatára, azelőtt a hajó harmadosztálya konkrétan egyenlő volt a Titanic másodosztályával.

## Tervezés és konstrukció
A 3 hajót 1907-ben tervezte Lord William James Pirrie a Harland and Wolff elnöke és Joseph Bruce Ismay a White Star Line elnöke. A cél az volt, hogy legyőzzék a Cunard Line Mauretania és Lusitania nevű hajóit. Ezekkel a hajókkal meghódította volna az észak Atlanti-óceánt a White Star Line.
A hajókat Thomas Andrews és Alexander Carlisle tervezte. Több mint 30 m-rel és 14 000 t-val voltak nagyobbak a Cunard hajóinál, viszont 2 csomóval lassabbak voltak. 1908-ban az Olympicot, 1909-ben a Titanicot, és 1911-ben pedig a Giganticot kezdték el építeni. A Gigantic név csak a Titanic katasztrófájáig tartott, utána a hazafiasabb és biztonságosabb Britannic mellett döntöttek. Mindhárom hajónak 4 kéménye, 2 árbóca, 29 kazánja, 159 tűztere, 3 motorja és 3 hajócsavarja volt. Teljesítményük 50 000 LE volt. A hajókra eredetileg 64 csónakot terveztek, ám hogy az első osztály utasainak nagyobb sétafedélzet álljon rendelkezésére, az Olympicot és a Titanicot végül 20-20 csónakkal látták el, amelyek így összesen 1178 férőhelyet biztosítottak. Az 1886-os, még érvényben lévő szabályzat szerint a 10 000 tonna fölötti hajókra legalább 16 csónakot kellett felszerelniük ami mindössze 962 férőhelyet jelentett volna. Az észak-atlanti útvonal jelentős hajóforgalma miatt nem tartották szükségesnek, hogy a hajókon elegendő mentőcsónak legyen minden utas számára, szerepük az utasok átszállítása volt a mentésre érkező hajókra.

## A belső tér

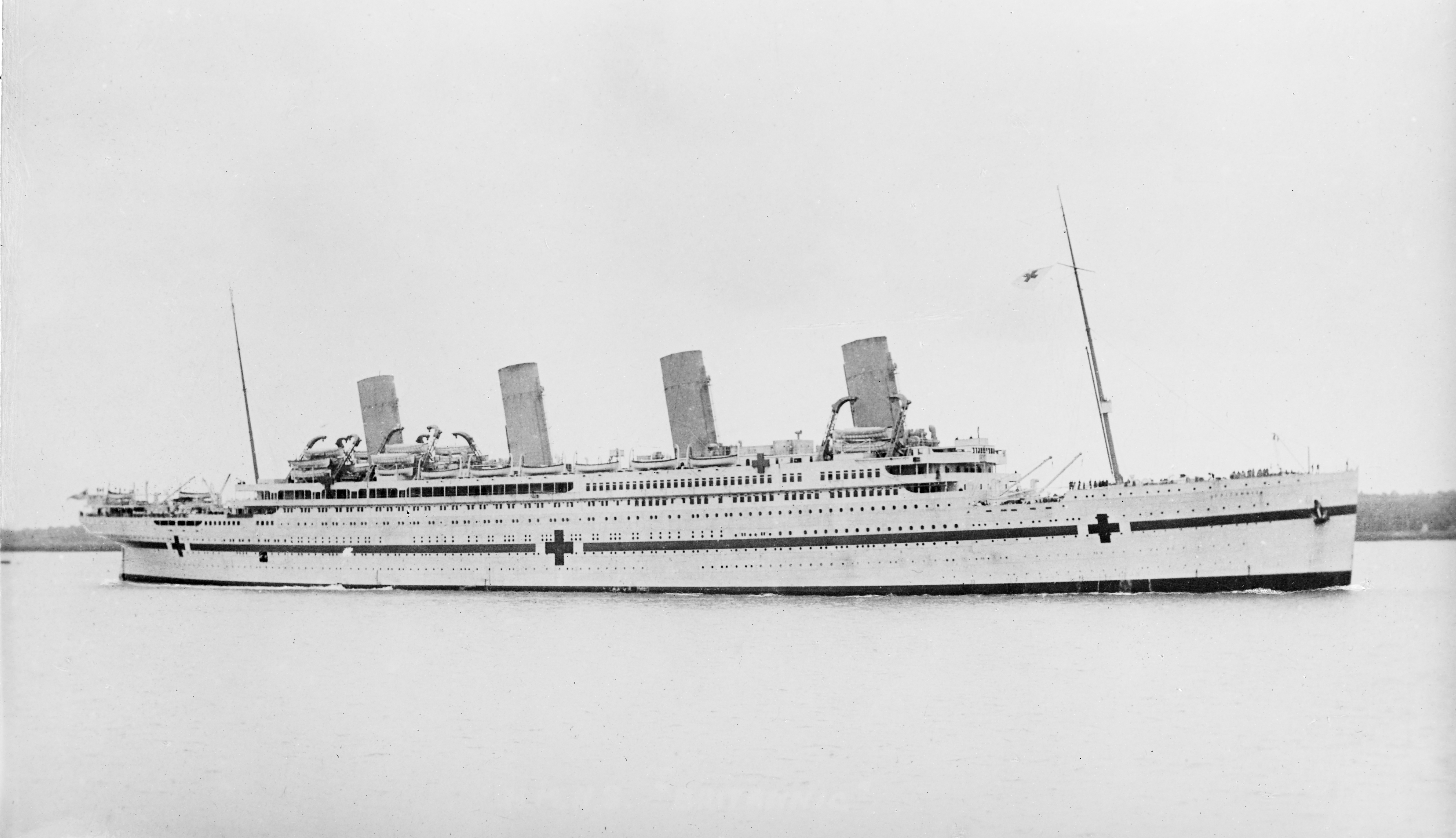
HMHS Britannic

A legnagyobb luxussal rendelkező hajók voltak. Az első osztályú utasok semmiben nem szenvedtek hiányt. A luxuskabinokhoz járt hálószoba, nappali, fürdőszoba, étkező, gardrób, vendégszoba és a legjobbakhoz külön sétány is járt. Ezeken volt a legnagyobb Nagy lépcsőház. A dohányzó György-korabeli stílusban épült, a Café Veranda pálmafákkal volt dekorálva. Az Olympic volt az első hajó melyen volt úszómedence és könyvtár is. Tornaterem és törökfürdő is várta az első osztályt. A Britannicon a gyermekek számára játszószoba is elérhető volt. Ez a helyiség a csónakfedélzeten volt, a hajó bal oldalán, tulajdonképpen a tornaterem tükrözött változata volt. Ezenkívül a Britannicon a hölgyek számára is volt fodrászat, és manikűrös is a rendelkezésükre állt. Végül a Britannicon volt az első osztály számára egy olyan szoba, ahol az utasok kedvükre írhatták meg leveleiket szeretteiknek, amelyeket ezután feladhattak a távírászoknak, és ők továbbították az utasok leveleit.
A másodosztályú utasok sem panaszkodhattak: dohányzószalon, könyvtár, tágas étkező, és lift állt az utasok rendelkezésére a másodosztályon. A Britannicon a másodosztály tornateremmel bővült.
A harmadosztály ugyan spártaibb volt mint az előző két osztály, de olyan volt mint más hajók első osztálya. Dohányzószoba, társalgó és étkező állt a harmadosztályú utasok rendelkezésére. A Britannicon a harmadosztály sokkal nagyobb kényelmet kínált két testvérhajójánál.

## Roncsok és expedíciók
Miután a Titanic és a Britannic elsüllyedtek, számtalan expedíció próbálta megtalálni. Elsőként a Britannicot találták meg 1975. december 3-án. A roncsot 120 m-es mélységben találta meg az Égei-tenger fenekén Jacques-Yves Cousteau.
A Titanicot 1985. szeptember 1-én találta meg egy francia-amerikai expedíció vezetőjeként Dr. Robert D. Ballard és Jean-Louis Michel az Atlanti-óceán fenekén 4000 m-es mélységben. Mindkét hajón számos expedíció tett látogatást és vizsgálatot.

## Kulturális örökség
Múzeumok és magángyűjtők sokaságának kezében van ma is sok lelet. A tragédiák számtalan filmet, könyvet, történetet, zenedarabot, és videójátékot inspirált. Mindhárom hajóval találkozhatunk mind a mai napig valamilyen formában. Szervezetek, és egyéb intézmények jöttek létre, a roncsok védelmére és a történet ápolására és továbbadására.

## Fordítás
- Ez a szócikk részben vagy egészben  az   Olympic class ocean liner című angol Wikipédia-szócikk fordításán alapul.  Az eredeti cikk szerkesztőit annak laptörténete sorolja fel. Ez a jelzés csupán a megfogalmazás eredetét és a szerzői jogokat jelzi, nem szolgál a cikkben szereplő információk forrásmegjelöléseként.